# Quách Phẩm Bắc
Quách Phẩm Bắc là một xã thuộc huyện Đầm Dơi, tỉnh Cà Mau, Việt Nam.

## Địa lý
Xã Quách Phẩm Bắc nằm ở phía tây huyện Đầm Dơi, có vị trí địa lý:
- Phía đông giáp xã Tân Duyệt
- Phía tây giáp huyện Cái Nước
- Phía nam giáp xã Quách Phẩm
- Phía bắc giáp xã Trần Phán.

Xã Quách Phẩm Bắc có diện tích 36,26 km², dân số năm 2022 là 14.364 người, mật độ dân số đạt 396 người/km².

## Hành chính
Xã Quách Phẩm Bắc được chia thành 10 ấp: Bến Bào, Cầu Ván, Cây Kè, Kinh Chuối, Kinh Giữa, Kinh Ngang, Lung Vinh, Nhà Cũ, Nhà Dài, Xóm Rẫy.

## Lịch sử
Ngày 25 tháng 6 năm 1999, Chính phủ ban hành Nghị định số 42/1999/NĐ-CP về việc thành lập xã Quách Phẩm Bắc trên cơ sở 4.061,5 ha diện tích tự nhiên và 10.291 nhân khẩu của xã Quách Phẩm.